# 三菱マテリアル総合研究所
三菱マテリアル総合研究所（みつびしマテリアルそうごうけんきゅうじょ）は、埼玉県さいたま市大宮区にあった三菱マテリアルの研究所。現在は本部機能の移転により中央研究所大宮支所（ちゅうおうけんきゅうしょおおみやししょ）となっており、研究所の本部機能は茨城県那珂市の中央研究所が引き継いでいる。

## 概要
さいたま市大宮区北袋町一丁目の大部分を占める敷地を有していた。1917年に三菱鉱業が品川町（当時）に設置した鉱業研究所が前身。1939年に大宮町北袋の用地を取得して鉱業研究所を移転し、後に中央研究所あるいは総合研究所とした。
地質、採鉱から金属加工に至るまで幅広く鉱業分野の研究を実施しており、日本産鉱物の標本として知られる三菱ミネラルコレクションは1970年代に生野銀山鉱物館に移管されるまで同研究所内の標本室で保管されていた。また、鉱業だけではなく、化学工業分野、原子力分野の研究も手掛け、1960年代から1970年代にかけて原子力発電用の濃縮二酸化ウラン粉末の製造研究を行っていた。
2007年に研究所の本部機能を茨城県那珂市へ移転し、組織改編により中央研究所大宮支所となった。総合研究所当時の建物は現存しておらず、敷地南側に三菱マテリアルのさいたま総合事務所（及び中央研究所大宮支所）を新築。残りの土地を売却したうえで北袋町1丁目土地区画整理事業による再開発が行われている（後節参照）。

## 年表
- 1939年 - 三菱鉱業が北袋町に研究所の位置づけで土地買収。
- 1959年 - 三菱金属が中央研究所内に原子炉建設を発表。三菱原子力工業株式会社を設立。
- 1973年4月 - 三菱鉱業が三菱セメントおよび豊国セメントと合併し、三菱鉱業セメント株式会社に社名変更。
- 1974年 - 原子炉を撤去。
- 1990年12月 - 三菱金属と三菱鉱業セメントが合併し、三菱マテリアル株式会社が発足。
- 1995年 - 三菱原子力工業が三菱重工業株式会社に合併。大宮研究所を原子力応用技術部に移管される。
- 1998年 - 三菱重工原子力応用技術部を、原子力関連の子会社であるニュークリア・デベロップメント株式会社に統合し、大宮研究部となる。
- 1999年3月17日 - 科学技術庁の調査により放射性廃棄物汚染が発覚。当時の知事である土屋義彦が緊急首脳会議を開く。
- 2001年5月 - ニュークリア・デベロップメント大宮研究部が廃止、東海研究部と統合。
- 2002年 - 土壌汚染対策工事が開始。6価クロム、重金属カドミウム、セレンなどの地下水汚染も発覚していた。
- 2005年 - 三菱マテリアルさいたま新社屋が完成し、地下にウラン放射性廃棄物を保管。
- 2012年3月 - 土壌・地下水浄化対策工事が完了。
- 2015年 - 区画整理事業（後述）が開始。

## 原子炉と訴訟
1959年に三菱金属が中央研究所（当時）内に原子炉の建設計画を発表したが、住民や当時の大宮市議会がこれに反対。しかし、三菱側が反対を押し切って原子炉は建設されたことから、1968年に原子炉の撤去を求めた民事訴訟に発展して浦和地方裁判所に三菱金属は提訴された。1973年に三菱金属は原子炉撤去を発表し、1974年に和解が成立。和解には原子炉の撤去が明文化された。
原子炉は撤去されたが、1999年3月に科学技術庁の調査によって放射性廃棄物による放射能汚染が発覚。現地調査の結果は汚染土周辺および敷地外の空間線量は自然放射線レベルまたは非常に低いもので、人体に影響がないことが確認された。
2002年からは汚染物の調査や土壌の浄化を開始し、2012年には10年ほどかかった土壌対策工事が終了。放射性廃棄物は敷地南に建てられた新社屋地下に依然として保管されることになった。

## 再開発
2015年より、西側の原子炉など研究所機能があった部分は、都市再生機構と三菱マテリアルによって北袋町1丁目土地区画整理事業として、道路などの整備が行われ、売却された。北側で開発が進むさいたま新都心と一体的に開発が進められる予定である。
区画整理地北西側には、さいたま新都心バスターミナル、しまむらの新本社と店舗（アベイル・バースデイを併設）が建設されている。また、原子炉があった区画整理地南西側には、総戸数1400戸の大型マンション「SHINTO CITY（シントシティ）」が建設された。2018年から着工し、2022年に全体竣工した。区画整理対象外の東側のグラウンドや宿舎があった部分は先行して北東側に東京都豊島区から造幣局東京支局と造幣東京博物館が2016年に移転、南東側に大宮警察署と埼玉県警本部の鑑識課・科学捜査研究所を統合した鑑識科学捜査センターを集約移転した埼玉県警新都心統合庁舎が建設された。なお、さいたま新都心バスターミナルが所在する区画には、さいたま市役所の本庁舎が移転することが決定され、2031年に官民複合の庁舎が建設されることになる。なお、当初はバスターミナルを併設したものとするとしていたが、2024年に併設を断念した。

## 航空写真
- 国土地理院 地図・空中写真閲覧サービス
  - 1946年の研究所周辺
  - 1975年の原子炉周辺